# Байинтон, Спринг
Спринг Дель Байинтон (англ. Spring Dell Byington, 17 октября 1886 — 7 сентября 1971) — американская актриса. Её карьера включала в себя семилетнюю работу на радио и телевидении, в качестве звезды сериала «Декабрьская невеста». У неё был контракт с MGM, в чьих фильмах она снималась в период с 1930 по 1960 годы. Байингтом была номинирована на премию «Оскар», за лучшую роль второго плана, Пенелопы Сикамор, в фильме «С собой не унесёшь» (1938).

## Молодость
Спринг Байинтон родилась в Колорадо-Спрингс, в семье Эдвина Ли Байинтона, уважаемого профессора и управляющего школами в Колорадо, и его жены Элен Мод (Клегхорн) Байинтон. У неё была младшая сестра Хелен Кимбал Байинтон. Когда в 1891 году её отец умер, мать отправила младшую дочь к бабушке с дедушкой в Порт-Хоуп, Онтарио, в то время как Спринг осталась с родственниками в Денвере. Элен Байинтон, уехала в Бостон, где поступила в Бостонский университет, на факультет медицины, который окончила в 1896 году. Затем она вернулась в Денвер, где открыла частную практику, со своей одноклассницей Мэри Форд.
Будучи студенткой Байинтон периодически появлялась в любительских шоу, окончив Северную среднюю школу в 1904 году, она вступила в театральную труппу Илитч Гарден Компани, владелицей которой, была Мэри Илитч с которой мать Спринг Байинтон была в дружеских отношениях. После смерти матери в 1907 году, сёстры Спринг и Хелен перешли под опеку их тёти, Маргарет Эдди. Байинтон в 1949 году, в своём интервью говорила, что к тому времени она уже была совершеннолетней, и не могла находиться под опекой. Она решила начать свою актёрскую карьеру в Нью-Йорке, сказав, что ей это нравится, и «Я не могу что-либо другое делать, так же хорошо.»

## Карьера

### Начало
В 1908 году Байинтон присоединилась к репертуарной трупе, которая гастролировала в Буэнос-Айресе, Аргентине. Между 1908 и 1916 годами, трупа показывала американские пьесы, переведённые на испанский и португальский языки в Аргентине и Бразилии.
По возвращении в Нью-Йорк Байинтон делила своё время между работой в Манхэттене и общением с дочерьми. Её дочери жили с друзьями Дж. Алленом и Лоис Бэбкок, в Леонардсвилл-Виллидж, Нью-Йорк, которые заботились о них, пока Байинтон работала в городе. В 1919 году, она начала гастролировать с постановкой «Птицы в раю», которая привела гавайскую культуру на материк. А в 1921 начала работать в «Stuart Walker Company» для которой она сыграла многие роли в постановках, среди которых были «Мистер Пим проходит мимо», «Разорённая леди», и «Дикий овёс Ролло». Эти роли привели её, к её первому выступлению на Бродвее в 1924 году, вместе с Джорджем Кауфманом и Марком Коннели в пьесе «Нищий на коне» в роли миссис Кэйди, которая ставилась в течение последующих 6 месяцев. Она вернулась к своей роли в марте и апреле 1925 года, и продолжила выступать на Бродвее с ещё 18 спектаклями в течение 10 лет с 1925 по 1935 годы. Среди них были роли с Кауфманом и Мосс Хартом в фильме «Однажды в жизни», и с Рэйчел Крозерс в пьесе «Когда встречаются леди», основанной на романе Дон Пауэлл.

### Кино, радио и телевидение

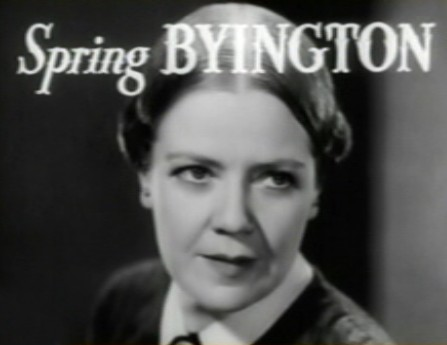
Спринг Байинтон в фильме Маленькие женщины.

В свои последние годы на Бродвее Байинтон начала сниматься в кино. Первой её ролью была, роль мамы, в короткометражном фильме «Убойный папочка» (1930). Вторая роль — Марми Мартч, в фильме Маленькие женщины (1933), где роль её дочери Джо сыграла Кэтрин Хэпбёрн, сделала её известной. Для студии MGM, в фильме «Мятеж на „Баунти“» (1935), она блистала в роли матери, мичмана Роджера Байама, роль которого сыграл Франшо Тоун. Ещё больше её имя стало известно в период популярного сериала «Семья Джонс», что закрепило её успех в Голливуде в течение многих лет. Байинтон была номинирована на премию «Оскар», за лучшую женскую роль второго плана, в фильме «С собой не унесёшь» (1938), но уступила премию Фэй Бэйнтер, за роль в фильме Иезавель (1938), в котором Байинтон снялась в роли почётной женщины — миссис Кендрик.
Во время Второй мировой войны, Байинтон работала на радио, и решила продолжать работу в этой сфере, так как после войны, её кинокарьера пошла на спад. В 1952 она присоединилась к телерадиосети «CBS», чтобы сыграть главную роль, овдовевшей Лили Раскин, в ситкоме «Декабрьская невеста» (1954—1959). В 1959 году компания Desilu Productions, выпустила пилотную серию ситкома. Cерия стала успешной и, первые два сезона, новый ситком транслировали в эфире, сразу после «Я люблю Люси», всего показали 111 эпизодов вплоть до 1959 года.
Байинтон стала приглашённым артистом в сериале «Деннис-мучитель», в главной роли, которого, снимался Джей Норт. Она снялась в эпизоде под названием «День рождения Дениса» (1969), в котором так же снимался актёр Вон Тейлор
С 1961 по 1963 год Байинтон снималась в роли мудрой и почётной женщины Дейзи Купер, в вестерне от «NBC» «Ларами», главные роли в котором исполнили Джон Смит и Роберт Фуллер. В этом сериале, Дейзи являлась суррогатной бабушкой, для осиротевшего Майкла Уильямса, роль которого играл маленький актёр Дэннис Холмс.
После сериала «Ларами», Байинтон была приглашена, в сериал Денниса Уивера от «NBC» «Кентуки Джонс», на роль миссис Джоли, нанятой доктором Джонсом, для приготовления еды в качестве оплаты долга, в эпизоде «Бетмен». Её предпоследней ролью стала роль матери капитана Тони Нельсона, роль которого сыграл Ларри Хэгмэн, в сериале «Я мечтаю о Джинни». А в 1968 году, она сыглара свою последнюю роль — роль матери генерала, в фильме «Летающая монахиня» от ABC, главную роль в котором исполнила Салли Филд.

## Личная жизнь
Байинтон говорила на испанском языке, который она узнала, проводя время со своим мужем в Буэнос-Айресе. Она так же изучала бразильский вариант португальского языка в свои средние годы. В июле 1958 года, она призналась репортёру, Хазелу Джонсу, что за месяц до этого, она приобрела «небольшую кофейную плантацию» в Бразилии, и изучала португальский язык. «Мисс Байинтон, пояснила, что слушает обучающие записи, перед тем как уснуть. А через час, уроки автоматически начинают транслироваться в её подушку, с помощью небольшого динамика» — писал Хазел Джонс.
Байинтон была увлечена метафизикой и научно-фантастическими романами, в том числе и романом Джорджа Оруэлла «1984». Она удивила, своих звёздных коллег по сериалу «Декабрьская невеста» своими знаниями о спутниках Земли, и созвездий в ночном небе.
В августе 1955, она начала давать уроки, в Глендейле, штат Калифорния, но студия была закрыта из-за проблем со страховкой.
В январе 1957 года, она появилась в суде братьев Сика, в качестве свидетеля от имени ДэЛонна Купера, который был другом и помощником режиссёра по сценарию, в сериале «Декабрьская невеста».

### Браки и разводы
В 1909 году Спринг Байинтон вышла замуж за Роя Чандлера, менеджера театральной группы, с которым она работала в Буэнос-Айресе. Они жили там, до 1916 года, пока Спринг не вернулась в Нью-Йорк, что бы родить свою первую дочь Филлис Элен. Её вторая дочь, Лоис Айрен. родилась в 1917 году. Пара развелась примерно в 1920 году, этот период, вплоть до середины 1930-х гг. она посвятила развитию своей карьеры.
В конце 1930-х Байинтон была помолвлена с аргентинским промышленником. Через несколько лет, и несколько месяцев после этого, он неожиданно умер. После этого, она окончательно решила посвятить свою жизнь карьере и детям.
Ряд голливудских историков утверждают, что у Байинтон была лесбийская связь. Автор биографии Мэйн Марджори, Мишель Фогель отметил, что Мэйн и Байинтон общались очень тесно, и имели долгосрочные отношения. На вопрос о своей сексуальной ориентации, Байинтон отвечала: «Это правда, во мне мало пользы, для мужчин».

## Смерть
После того, как Спринг прекратила сниматься, она уединилась в своём доме в Голливуд-Хиллз и провела свою старость, увлекаясь чтением и путешествиями. 7 сентября 1971 года Спринг Байинтон умерла от рака, в возрасте 84 лет, в своём доме. По её просьбе, её тело было отдано на медицинские исследования.

## Фильмография
| 1924      | Нищий на коне             | Beggar on Horseback       |
| 1925      | Слабовольные сестры       | Weak Sisters              |
| 1926      | Щеначья любовь            | Puppy Love                |
| 1926-1927 | Большое приключение       | The Great Adventure       |
| 1927      | Глубоко под кожей         | Skin Deep                 |
| 1928      | Венецианский купец        | The Merchant of Venice    |
| 1928-1929 | Полночь                   | To-Night at 12            |
| 1929      | Ровняться на свой возраст | Be Your Age               |
| 1929      | Джоунси                   | Jonesy                    |
| 1929      | Леди не лгут              | Ladies Don’t Lie          |
| 1930      | Я хочу свою жену          | I Want My Wife            |
| 1930      | Однажды в жизни           | Once in a Lifetime        |
| 1931      | Творческие дамы           | Ladies of Creation        |
| 1932      | Мы уже не дети            | We Are No Longer Children |
| 1932-1933 | Когда встречаются леди    | When Ladies Meet          |
| 1933-1934 | Первое яблоко             | The First Apple           |
| 1934      | Нет вопросов              | No Questions Asked        |
| 1934      | Машинная пила             | Jig Saw                   |
| 1934-1935 | Пайпер Пэй                | Piper Paid                |
| 1935      | Путь вниз на восток       | миссис Луиза Бартлетт     |

| Роли в сериалах | Роли в сериалах              | Роли в сериалах                        | Роли в сериалах                          | Роли в сериалах |
| Год             | Русское название             | Оригинальное название                  | Роль                                     |                 |
| --------------- | ---------------------------- | -------------------------------------- | ---------------------------------------- | --------------- |
| 1952-1957       | Телевизионный театр Форда    | The Ford Television Theatre            | Тётя Корделия (Aunt Cordelia)            |                 |
| 1953 — 1965     | Освободите место для папочки | Make Room for Daddy                    | Элоиза Адамс (Eloise Adams)              |                 |
| 1954 — 1958     | Студия 57                    | Studio 57                              | Кора Гиббс (Cora Gibbs)                  |                 |
| 1954 — 1959     | Декабрьская невеста          | December Bride                         | Лили Раскин (Lily Ruskin)                |                 |
| 1955 — 1962     | Альфред Хичкок представляет  | Alfred Hitchcock Presents              | Элис Ваагнер (Alice Wagner)              |                 |
| 1955 — 1957     | Час 20-го века               | The 20th Century-Fox Hour              | Миссис Миллер (Mrs. Miller)              |                 |
| 1957 — 1960     | Театр «Goodyear»             | Goodyear Theatre                       | Мелинда Грей (Melinda Gray)              |                 |
| 1958 — 1966     | Мистер Эд                    | Mister Ed                              | Мисс Карен Дули (Miss Karen Dooley)      |                 |
| 1959 — 1963     | Ларами                       | Laramie                                | Дэйзи Купер (Daisy Cooper)               |                 |
| 1959 — 1963     | Деннис-мучитель              | Dennis the Menace                      | Спринг Байинтон (Spring Byington)        |                 |
| 1961 — 1966     | Доктор Килдэр                | Dr. Kildare                            | Мама Каритас (Mother Caritas)            |                 |
| 1963 — 1964     | Величайшее шоу на Земле      | The Greatest Show on Earth             | Луиза (Louise)                           |                 |
| 1963 — 1967     | Боб Хоуп представляет        | Bob Hope Presents the Chrysler Theatre | Ирис Фуксия (Iris Fuchsia)               |                 |
| 1965 — 1970     | Я мечтаю о Джинни            | I Dream of Jeannie                     | Мама (Mother)                            |                 |
| 1966 — 1968     | Бэтмен                       | Batman                                 | Д. Полин Спадетти (J. Pauline Spaghetti) |                 |
| 1967 — 1970     | Летающая монахиня            | The Flying Nun                         | Мать генерала (Mother General)           |                 |

| Роли в кино | Роли в кино                          | Роли в кино                        | Роли в кино                                                               | Роли в кино |
| Год         | Русское название                     | Оригинальное название              | Роль                                                                      |             |
| ----------- | ------------------------------------ | ---------------------------------- | ------------------------------------------------------------------------- | ----------- |
| 1930        | Убойный папочка                      | Papa’s Slay Ride                   | Мама (Mama)                                                               |             |
| 1933        | Маленькие женщины                    | Little Women                       | Маргарет «Марми» Марч                                                     |             |
| 1935        | Лондонский оборотень                 | Werewolf of London                 | Мисс Этти Кумбес (Miss Ettie Coombes)                                     |             |
| 1935        | Люби меня вечно                      | Love Me Forever                    | Клара Филдс (Clara Fields)                                                |             |
| 1935        | Орхидеи для тебя                     | Orchids to You                     | Элис Дрейпер (Alice Draper)                                               |             |
| 1935        | Путь вниз на восток                  | Way Down East                      | Миссис Луиза Барлетт (Mrs. Louisa Bartlett)                               |             |
| 1935        | Мятеж на «Баунти»                    | Mutiny on the Bounty               | Миссис Байам (Mrs. Byam)                                                  |             |
| 1935        | Ах, какая глушь!                     | Ah, Wilderness!                    | Эсси Миллер (Essie Miller)                                                |             |
| 1935        | Певица с Бродвея                     | Broadway Hostess                   | Миссис Дункан-Грисвальд-Уэмбли-Смайт (Mrs. Duncan-Griswald-Wembly-Smythe) |             |
| 1935        | Великое перевоплощение               | The Great Impersonation            | Герцогиня Кэролайн (Duchess Caroline)                                     |             |
| 1936        | Голос Бугл Энн                       | The Voice of Bugle Ann             | Ма Дэвис (Ma Davis)                                                       |             |
| 1936        | Каждую субботу                       | Every Saturday Night               | Миссис Эверс                                                              |             |
| 1936        | Воспитание отца                      | Educating Father                   | Миссис Джон Джонс (Mrs. John Jones)                                       |             |
| 1936        | Палм-Спрингс                         | Palm Springs                       | Тётя Летти (Aunt Letty)                                                   |             |
| 1936        | Назад к природе                      | Back to Nature                     | Миссис Луиза Джонс (Mrs. Louise Jones)                                    |             |
| 1936        | Увлечённый театром                   | Stage Struck                       | Миссис Рэндалл (Mrs. Randall)                                             |             |
| 1936        | Додсворт                             | Dodsworth                          | Мэти Пирсон (Matey Pearson)                                               |             |
| 1936        | Девушка с первой полосы              | The Girl on the Front Page         | Миссис Лэнгфорд (Mrs. Langford)                                           |             |
| 1936        | Атака лёгкой кавалерии               | The Charge of the Light Brigade    | Леди Октавия Уоррентон (Lady Octavia Warrenton)                           |             |
| 1936        | Теодора сходит с ума                 | Theodora Goes Wild                 | Ребекка перри (Rebecca Perry)                                             |             |
| 1937        | Вне конкуренции                      | Off to the Races                   | Миссис Джон Джонс (Mrs. John Jones)                                       |             |
| 1937        | Зелёный свет                         | Green Light                        | Миссис Декстер (Mrs. Dexter)                                              |             |
| 1937        | Кларенс                              | Clarence                           | Миссис Уилер (Mrs. Wheeler)                                               |             |
| 1937        | Пенрод и Сэм                         | Penrod and Sam                     | Миссис Шофилд (Mrs. Schofield)                                            |             |
| 1937        | Семейное дело                        | A Family Affair                    | Миссис Эмили Харди (Mrs. Emily Hardy)                                     |             |
| 1937        | Большой бизнес                       | Big Business                       | Миссис Джон Джонс (Mrs. John Jones)                                       |             |
| 1937        | Дорога назад                         | The Road Back                      | Мать Эрнста (Ernst’s Mother)                                              |             |
| 1937        | Отель «Хейвир»                       | Hotel Haywire                      | Миссис Паркхаус (Mrs. Parkhouse)                                          |             |
| 1937        | Горячая вода                         | Hot Water                          | Миссис Джон Джонс (Mrs. John Jones)                                       |             |
| 1937        | Любовь, которую я искал              | It’s Love I’m After                | Тётя Элла (Aunt Ella)                                                     |             |
| 1937        | Проблемы с долгами                   | Borrowing Trouble                  | Миссис Джон Джонс (Mrs. John Jones)                                       |             |
| 1938        | Флибустьер                           | The Buccaneer                      | Долли Мэдисон                                                             |             |
| 1938        | Приключения Тома Сойера              | The Adventures of Tom Sawyer       | Вдова Дуглас (в титрах не указана)                                        |             |
| 1938        | Penrod and His Twin Brother          | Пенрод и его брат-близнец          | Миссис Шофилд (Mrs. Schofield)                                            |             |
| 1938        | Любовь в бюджете                     | Love on a Budget                   | Миссис Луиза Джонс (Mrs. Louise Jones)                                    |             |
| 1938        | Иезавель                             | Jezebel                            | Миссис Кендрик (Mrs. Kendrick)                                            |             |
| 1938        | Поездка в Париж                      | A Trip to Paris                    | Миссис Джон Джонс (Mrs. John Jones)                                       |             |
| 1938        | Безопасность в цифрах                | Safety in Numbers                  | Миссис Джон Джонс (Mrs. John Jones)                                       |             |
| 1938        | С собой не унесёшь                   | You Can’t Take It With You         | Пенни Сикамор (Penny Sycamore)                                            |             |
| 1938        | Вниз по ферме                        | Down on the Farm                   | Миссис Джон Джонс (Mrs. John Jones)                                       |             |
| 1939        | Всё для детей                        | Everybody’s Baby                   | Миссис Джон Джонс (Mrs. John Jones)                                       |             |
| 1939        | История Александра Грэхема Белла     | The Story of Alexander Graham Bell | Миссис Хаббард (Mrs. Hubbard)                                             |             |
| 1939        | Семья Джонс в Голливуде              | The Jones Family in Hollywood      | Миссис Джон Джонс (Mrs. John Jones)                                       |             |
| 1939        | Семья курятника                      | Chicken Wagon Family               | Жозефина Фиппани (Josephine Fippany)                                      |             |
| 1939        | Шустрые миллионы                     | Quick Millions                     | Миссис Джон Джонс (Mrs. John Jones)                                       |             |
| 1939        | Слишком занятой работник             | Too Busy to Work                   | Миссис Джон Джонс (Mrs. John Jones)                                       |             |
| 1939        | Рождение ребёнка                     | A Child Is Born                    | Миссис Уэст (Mrs. West)                                                   |             |
| 1940        | Синяя птица                          | The Blue Bird                      | Мамми Тил (Mummy Tyl)                                                     |             |
| 1940        | Парнишка                             | Laddie                             | Миссис Стэнтон (Mrs. Stanton)                                             |             |
| 1940        | Молод, насколько сам чувствуешь      | Young as You Feel                  | Миссис Джон Джонс (Mrs. John Jones)                                       |             |
| 1940        | Самостоятельный                      | On Their Own                       | Миссис Джон Джонс (Mrs. John Jones)                                       |             |
| 1940        | Любовь вернулась ко мне              | My Love Came Back                  | Миссис Мэлетт (Mrs. Malette)                                              |             |
| 1940        | Счастливые партнёры                  | Lucky Partners                     | Тётка (Aunt)                                                              |             |
| 1941        | Судья Арканзасса                     | Arkansas Judge                     | Мэри Шумейкер (Mary Shoemaker)                                            |             |
| 1941        | Познакомьтесь с Джоном Доу           | Meet John Doe                      | Миссис Митчел (Mrs. Mitchell)                                             |             |
| 1941        | Дьявол и мисс Джонс                  | The Devil and Miss Jones           | Элизабет Эллис (Elizabeth Ellis)                                          |             |
| 1941        | Эллери Куин и идеальное преступление | Ellery Queen and the Perfect Crime | Карлотта Эмерсон (Carlotta Emerson)                                       |             |
| 1941        | Когда встречаются леди               | When Ladies Meet                   | Бриджит «Бриджи» Дрейк (Bridget «Bridgie» Drake)                          |             |
| 1942        | Пропавший виргинец                   | The Vanishing Virginian            | Роза Янси (Rosa Yancey)                                                   |             |
| 1942        | Рокси Харт                           | Roxie Hart                         | Мэри Саншайн (Mary Sunshine)                                              |             |
| 1942        | Кольца на её пальцах                 | Rings on Her Fingers               | Миссис Мейбелл Уортингтон (Mrs. Maybelle Worthington)                     |             |
| 1942        | Дела Марты                           | The Affairs of Martha              | Софья Соммерфилд (Sophia Sommerfield)                                     |             |
| 1942        | Война против госпожи Хедли           | The War Against Mrs. Hadley        | Сесилия Тэлбот (Cecilia Talbot)                                           |             |
| 1943        | Представляя Лили Марс                | Presenting Lily Mars               | Миссис Марс (Mrs. Mars)                                                   |             |
| 1943        | Небеса могут подождать               | Heaven Can Wait                    | Берта Ван Клив (Bertha Van Cleve)                                         |             |
| 1944        | Райское тело                         | The Heavenly Body                  | Нэнси Поттер (Nancy Potter)                                               |             |
| 1944        | Безграничная награда                 | Reward Unlimited                   | Мать Пэгги (Peggy’s Mother)                                               |             |
| 1944        | Увидимся                             | I’ll Be Seeing You                 | Миссис Маршал (Mrs. Marshall)                                             |             |
| 1945        | Очаровательный домик                 | The Enchanted Cottage              | Виолетт Прайс (Violet Price)                                              |             |
| 1945        | Сэлти О’Рурк                         | Salty O’Rourke                     | Миссис Брукс (Mrs. Brooks)                                                |             |
| 1945        | Медовый месяц втроём                 | Thrill of a Romance                | Нона Гленн (Nona Glenn)                                                   |             |
| 1945        | Капитан Эдди                         | Captain Eddie                      | Миссис Фрост (Mrs. Frost)                                                 |             |
| 1946        | Встретимся на Бродвее                | Meet Me on Broadway                | Сильвия Кейн Сторм (Sylvia Kane Storm)                                    |             |
| 1946        | Письмо для Эви                       | A Letter for Evie                  | Миссис МакФерсон (Mrs. McPherson)                                         |             |
| 1946        | Драгонвик                            | Dragonwyck                         | Магда (Magda)                                                             |             |
| 1946        | Верный своей моде                    | Faithful in My Fashion             | Мисс Мэри Свенсон (Miss Mary Swanson)                                     |             |
| 1947        | Мой брат разговаривает с лошадьми    | My Brother Talks to Horses         | Миссис 'Ма' Пенроуз (Mrs. 'Ma' Penrose)                                   |             |
| 1947        | Маленький мистер Джим                | Little Mister Jim                  | Миссис Старвел (Mrs. Starwell)                                            |             |
| 1947        | Жизнь на широкую ногу                | Living in a Big Way                | (Mrs. Minerva Alsop Morgan)                                               |             |
| 1947        | Сингапур                             | Singapore                          | Миссис Беллоуз (Mrs. Bellows)                                             |             |
| 1947        | Синтия                               | Cynthia                            | Кэрри Джаннингс (Carrie Jannings)                                         |             |
| 1947        | От судьбы не уйдёшь                  | It Had to Be You                   | Миссис Марта Сиаффорд (Mrs. Martha Stafford)                              |             |
| 1948        | Добросовестная дочь                  | B.F.'s Daughter                    | Глэдис Фултон (Gladys Fulton)                                             |             |
| 1949        | Старым добрым летом                  | In the Good Old Summertime         | Нелли Бёрк (Nellie Burke)                                                 |             |
| 1949        | Большое колесо                       | The Big Wheel                      | Мэри Кой (Mary Coy)                                                       |             |
| 1950        | Пожалуйста, верь мне                 | Please Believe Me                  | Миссис Милрайт (Mrs. Milwright)                                           |             |
| 1950        | Луиза                                | Louisa                             | Луиза Нортон (Louisa Norton)                                              |             |
| 1950        | Как Шкипер удивил свою жену          | The Skipper Surprised His Wife     | Агнес Торнайк (Agnes Thorndyke)                                           |             |
| 1950        | Врата дьявола                        | Devil’s Doorway                    | Миссис Мастерс (Mrs. Masters)                                             |             |
| 1950        | Иди тихо, незнакомец                 | Walk Softly, Stranger              | Миссис Брентман                                                           |             |
| 1951        | По словам миссис Хойл                | According to Mrs. Hoyle            | Миссис Хойл (Mrs. Hoyle)                                                  |             |
| 1951        | Ангелы у кромки поля                 | Angels in the Outfield             | Сестра Эдвита (Sister Edwitha)                                            |             |
| 1951        | Газетный заголовок                   | Bannerline                         | Миссис Лумис (Mrs. Loomis)                                                |             |
| 1952        | Для жениха нет места                 | No Room for the Groom              | Мама Кингсхед (Mama Kingshead)                                            |             |
| 1952        | Потому что ты моя                    | Because You’re Mine                | Миссис Эдна Монтвилль (Mrs. Edna Montville)                               |             |
| 1954        | Человек-ракета                       | The Rocket Man                     | Джастис Амелия Браун (Justice Amelia Brown)                               |             |
| 1960        | Пожалуйста, не ешь маргаритки!       | Please Don’t Eat the Daisies       | Сьюзи Робинсон (Suzie Robinson)                                           |             |

## Память
У Спринг Байинтон две звезды на Голливудской «Аллее славы», за вклад в развитие киноиндустрии — 6507, и за вклад в развитие телевидение — 6233. Обе звезды находятся на Голливудском бульваре.

## Награды

### Номинации
- 1933 «Александрия». Лучшая женская роль второго плана. «Маленькие женщины»
  - Победа: Мэри Астор — «Мир меняется»
- 1939 «Оскар». Лучшая женская роль второго плана. «С собой не унесёшь»
  - Победа: Фэй Бейнтер — «Иезавиль»
- 1951 «Золотой Глобус». Лучшая женская роль — комедия или мюзикл. «Луиза»
  - Победа: Джуди Холлидей — «Рождённая вчера»
- 1959 «Эмми». Лучшая женская роль в комедийном телесериале. «Декабрьская невеста»
  - Победа: Джейн Уайетт — «Отцу виднее»